# Luck (película de 2022)
Luck es una película de comedia fantástica  animada por computadora del 2022 dirigida por Peggy Holmes y escrita por Kiel Murray. Protagonizada por Eva Noblezada, Simon Pegg, Jane Fonda, Whoopi Goldberg, Flula Borg, Lil Rel Howery, Colin O'Donoghue, John Ratzenberger y Adelynn Spoon. La película fue producida por Apple Original Films, Skydance Animation y Skydance Animation Madrid.
Luck se lanzó el 5 de agosto de 2022 por Apple TV+.

## Sinopsis
Cuando una joven de 18 años desafortunada se topa con el mundo nunca antes visto de la buena y la mala suerte, se une a criaturas mágicas para descubrir una fuerza más poderosa incluso que la suerte misma.

## Reparto
- Eva Noblezada como Sam, la adolescente de 18 años desafortunada que descubre la Tierra de la Suerte y debe unirse a criaturas mágicas para cambiar su suerte[5]
- Simon Pegg como Bob, un gato negro que se convierte en el compañero de viaje de Sam[5]
- Jane Fonda como La Dragona, una «exuberante directora ejecutiva de Good Luck y el ser ancestral indiscutiblemente más afortunado de toda la tierra. Es elegante, con estilo y tan persuasiva como poderosa. Lo único mejor que la buena suerte es más buena suerte, así que cuando la mala suerte comienza a salirse de control, debe enfrentar sus miedos o arriesgarse a perder la buena suerte para siempre»[1]
- Whoopi Goldberg como la capitana[6]
- Flula Borg como Jeff, un unicornio que trabaja como ingeniero de instalaciones manteniendo la máquina que distribuye la buena y la mala suerte[5]
- Lil Rel Howery como Marv, el optimista jefe de Sam[5]
- Colin O'Donoghue como Gerry, un duende afortunado que trabaja con Bob[5]
- John Ratzenberger como Rootie, una raíz de mala suerte y el alcalde autoproclamado de Mala Suerte[5]
- Adelynn Spoon como Hazel, la mejor amiga y compañera de cuarto de Sam[5]

## Producción

### Desarrollo
En julio de 2017, Paramount Pictures y Skydance Media formaron una asociación de varios años con Ilion Animation Studios, anunciando su primer largometraje animado Luck, con fecha de estreno para el 19 de marzo de 2021. Alessandro Carloni firmó para dirigir la película, a partir de un guion de Jonathan Aibel y Glenn Berger. Skydance Animation contrató al ex CCO de Pixar Animation Studios y Walt Disney Animation Studios, John Lasseter, a fines de enero de 2019, como Jefe de Animación. El 14 de enero de 2020, Carloni fue reemplazado por Peggy Holmes, que anteriormente había dirigido Secret of the Wings (2012) y The Pirate Fairy (2014) para Lasseter, como directora de la película. Kiel Murray, guionista de Cars (2006) y Cars 3 (2017), también fue contratado para reescribir el guion.

### Casting
En abril de 2019, Emma Thompson fue contratada para dar voz a un personaje en la película, pero abandonó el proyecto después de que contrataron a Lasseter. En febrero de 2021, Jane Fonda fue elegida como El Dragón, y en junio, Whoopi Goldberg fue elegida como El Capitán.

### Animación
Partes de la producción se realizaron de forma remota durante la pandemia de COVID-19.

### Música
Tanya Donelly y Mt. Joy se adjuntaron originalmente para componer la banda sonora de la película, mientras que William J. Caparella se desempeñó como editor principal. Sin embargo, el 15 de noviembre de 2021, se anunció que el compositor John Debney los reemplazará como compositor, mientras que Donelly y Mt. Joy crearán las canciones para Luck.

## Lanzamiento
Luck fue lanzado el 5 de agosto de 2022 por Apple TV+ en los Estados Unidos. La película originalmente estaba programada para estrenarse el 19 de marzo de 2021, pero se retrasó hasta el 18 de febrero de 2022 antes de su fecha de estreno actual. El 8 de mayo de 2020, la presidenta de Skydance Animation, Holly Edwards, reveló que la versión preliminar tendría proyecciones de prueba a fines del verano de 2020. El 16 de diciembre de 2020, Apple TV+ aseguró los derechos de distribución de la películas Luck y Spellbound. Tras el acuerdo con Apple y Skydance Animation, Luck sería la primera de películas de Skydance Animation que estrenará en Apple TV+.